# Franz Mertens (musicus)
Franz Leon Felix Mertens (Brussel, 7 augustus 1912 – aldaar, 8 december 2001) was een Belgisch tenor, organist, muziekpedagoog en componist.
Hij kreeg zijn muziekopleiding aan het Lemmensinstituut in Mechelen. Daarna volgde een opleiding aan het Koninklijk Conservatorium Brussel, waar hij een hele rij eerste prijzen toebedeeld kreeg. Hij kreeg die voor zang (1936), contrapunt (1937), fuga (1938, Léon Jongen) en hoger diploma zang (1938, Maurice Weynandt). Een tweede prijs ontving hij voor lyrische zangkunst (1936, Laurent Swolfs). Zijn debuut vond plaats in 1938, als concertzanger. Daarna volgde menig optreden met tournees in Europa en de Verenigde Staten (met Pro Musica Antiqua), maar ook voor de Nationaal Instituut voor de Radio-omroep en andere Belgische omroepen.
In aanvulling daarop was hij zangdocent aan de muziekacademies van Roeselaere (1947-1965), Izegem (1947-1950), Sint-Joost-ten-Noode en Sint-Pieters-Woluwe. Maar al eerder was hij werkzaam aan het Lemmensinstituut en juist later aan het conservatorium te Brussel.
Als componist is hij nauwelijks bekend, maar zijn werk Ave Maria. Motettum ad tres voces aequales a capella, dat in 1959 werd uitgegeven door Musica Sacra, werd in 1962 bestempeld tot verplicht werk tijdens een koorwedstrijd in West-Vlaanderen.